# Брониця (Звягельський район)
Бро́ниця — село в Україні, у Городницькій селищній територіальній громаді Звягельського району Житомирської області. Кількість населення становить 158 осіб (2001). У 1923—54 роках — адміністративний центр колишньої однойменної сільської ради. До 1939 року — слобода.

## Населення
В кінці 19 століття кількість населення становила 108 осіб, дворів — 24, у 1906 році — 128 жителів, дворів — 24, на 1923 рік нараховувалося 92 двори та 401 мешканець.
Відповідно до результатів перепису населення СРСР, кількість населення, станом на 12 січня 1989 року, становила 199 осіб. Станом на 5 грудня 2001 року, відповідно до перепису населення України, кількість мешканців села становила 158 осіб.

## Історія
В кінці 19 століття — слобода Селищенської волості Ровенського повіту, за 105 верст від Рівного.
У 1906 році — слобода Селищенської волості (2-го стану) Ровенського повіту Волинської губернії. Відстань до повітового центру, м. Рівне, становила 105 верст, до волосного центру, с. Великі Селища — 40 верст. Найближче поштово-телеграфне відділення розташовувалося в містечку Березне.
27 травня 1921 року передана до складу Голишівської волості Коростенського повіту. У 1923 році увійшла до складу новоствореної Броницької сільської ради, котра, 7 березня 1923 року, включена до складу новоутвореного Олевського району Коростенської округи; адміністративний центр ради. Відстань до районного центру, містечка Олевськ, становила 42 версти. 25 січня 1926 року, в складі сільської ради, передана до Городницького району Коростенської округи. У 1939 році віднесена до категорії сіл.
11 серпня 1954 року Броницьку сільську раду розформовано, с. Брониця передане до складу Броницькогутянської селищної ради Городницького району Житомирської області. 28 листопада 1957 року, внаслідок ліквідації Городницького району, село, разом із селищною радою, включене до складу Ємільчинського району Житомирської області. 11 січня 1960 року село передане до складу Кленівської сільської ради Ємільчинського району. 23 травня 1960 року, в складі сільської ради, увійшло до Новоград-Волинського району Житомирської області.
23 липня 1991 року, відповідно до постанови Кабінету Міністрів Української РСР № 106 «Про організацію виконання постанов Верховної Ради Української РСР…», село віднесене до зони гарантованого добровільного відселення (третя зона) внаслідок аварії на Чорнобильській АЕС.
5 серпня 2016 року включене до складу новоствореної Городницької сільської територіальної громади Новоград-Волинського району Житомирської області.